# Vuk Jeremić
Vuk Jeremić (Beograd, 3. srpnja 1975. godine) je srbijanski političar, bivši ministar vanjskih poslova Srbije i bivši predsjedatelj Opće skupštine Ujedinjenih naroda.

## Životopis
Roditelji Vuka Jeremića su Sena i Mihajlo Jeremić, bivši direktor trvrke Jugopetrol. Djed i baka po majci su diplomat Šerif Buljubašić i Sadeta Pozderac, direktorica Druge beogradske gimnazije. Njezin otac je Nurija Pozderac, potpredsjednik AVNOJ-a, a djed Murat-aga Pozderac, jedan od lidera Cazinske krajine u doba osmanske vladavine u BiH.
Diplomirao i magistrirao fiziku na Sveučilištu u Cambridgeu. Magistrirao poslovnu administraciju na Harvardu. 1997. godine izabran je za financijskog menadžera organizacije srpskih studenata u inozemstvu. Poslije demokratskih promjena u Srbiji, listopada 2000. godine, bio je savjetnik ministra telekomunikacije SR Jugoslavije, a kasnije i premijera Srbije. Po magistriranju, 2003. godine, radio kao specijalni savjetnik ministra obrane Srbije i Crne Gore za euroatlanska pitanja. Nakon izbora Boris Tadića za predsjednika Srbije, srpnja 2004. godine, postao je njegov savjetnik za vanjska pitanja.
Za ministra vanjskih poslova Srbije izabran je 15. svibnja 2007. godine.
Povodom proglašenja neovisnosti Kosova pokrenuo je postupak pred međunarodnim sudom oko legalnosti. No, doživio je poraz kad je u srpnju 2010. Sud proglasio to zakonitim. No, žestoko se opire ulasku Kosova u UN, izjavivši da će Kosovo u UN samo "preko njega mrtvog".